# Sibir'. Monamur
Sibir'. Monamur (Сибирь. Монамур) è un film del 2011 diretto da Vjačeslav Ross.

## Trama
Il film è ambientato in un villaggio siberiano. Il vecchio e il nipote stanno aspettando il ritorno del padre del ragazzo a casa. Marito e moglie hanno tre figlie, ma non hanno nient'altro in comune. Un uomo che ha attraversato due guerre sta cercando di ritrovare se stesso. I personaggi dovranno fare una scelta difficile, intraprendere il cammino dell'umanità e della compassione.